# メソマチ・オケケアル
メソマチ・ウゴチンイェレ・オケケアル（英語: Mmesomachi Ugochinyere Okekearu、2002年9月8日 - ）は、ナイジェリアの女子バレーボール選手である。

## 来歴
ナイジェリアのアブジャ出身。中学2年生からバレーボールを始める。
2018年、高知中央高等学校に進学。
2020年1月、ナイジェリア代表として東京オリンピックのアフリカ予選に出場した。
2021年、V.LEAGUE DIVISION2 WOMEN（V2女子）に所属するプレステージ・インターナショナルアランマーレに入団した。入団1シーズン目となる2021-22シーズンにV2女子の試合に出場し、Vリーグデビューを果たした。
2022-23シーズン、V2女子でチームの優勝に貢献し、ブロック賞を受賞した。その後、チームはV・チャレンジマッチのV1・V2入替戦でも勝ち、V1昇格となった。
2024年2月、パリオリンピックのアフリカ予選に向けたナイジェリア代表に選出された。第13回アフリカ競技大会に向けた選考を経て、出場メンバーに選ばれた。
2024年4月、アランマーレを退団。6月にカノアラウレアーズ福岡との契約が発表された。

## 球歴
- ナイジェリア代表
  - オリンピックアフリカ予選 - 2020年

## 所属チーム
- 高知中央高等学校（2018-2021年）
- プレステージ・インターナショナルアランマーレ（2021-2024年）
- カノアラウレアーズ福岡（2024年-）

## 受賞歴
- 2023年 - 2022-23 V.LEAGUE DIVISION2 WOMEN ブロック賞